# Svenska Missionsförbundets sångbok (1894)
Andra upplagor av psalmboken hittas på Svenska Missionsförbundets sångbok
Svenska Missionsförbundets sångbok från 1894 har underrubriken "Sånger och psalmer till enskildt och offentligt bruk", Musik med text. Tryckt hos P. Palmquists Aktiebolag 1894. Textversionen utan musik gavs ut redan 1893.
Sångboken med noter för fyra stämmor innehåller 703 sånger. Musiken är redigerad av organisten i Immanuelskyrkan Carl Bohlin och i samarbete med distriktsföreståndaren Anders Gustaf Lindqvist och missionären Erik Nyström, som var med och samlade in sånger och "bidragit till dess sofring och bearbetande"
Innehållet är identiskt med Svenska Missionsförbundets sångbok 1903, som är en nytryckning av den oförändrade utgåvan 1894. Under 1910 bildades en kommitté för att utarbeta en modernare sångbok för Missionsförbundets medlemmar. Detta arbete pågick till 1920 då Svenska Missionsförbundets sångbok 1920 utgavs.

## Psalmer (påbörjad)

### 1.Guds härlighet
- 1. Vår Gud är oss en väldig borg
- 2. Hela världen fröjdes herran
- 3. Allena Gud i himmelrik
- 4. Fader allsvåldig, konung
- 5. O store Gud, när jag den värld beskådar
- 6. Herre Gud, i himlens salar
- 7. Upp, själ, och sjung
- 8. Hjälten i Israel kan icke ljuga
- 9. Upp, min själ, din konung lofva
- 10. Ära vare Gud i höjdene
- 11. Nu låtom oss sjunga
- 12. Sjung Herren pris med lofsång klar
- 13. O du Guds kärlek underbar
- 14. O store Gud, allt, hvad du gjort
- 15. Naturens bok med öppna blad
- 16. Låt oss med ett fröjfullt mod
- 17. Helig, helig Herre Gud!
- 18. Pris ske dig, o Fader god
- 19. Höga majestät, vi alla
- 20. Upp, alla verk, som Gud har gjort

### 2.Guds kärlek i Jesus Kristus

#### Jesu födelse
- 21.
- 22. Hvar man må nu väl glädja sig
- 23. Det susar genom lifvets strid
- 24. Förlossningen är vunnen
- 25. Gör porten hög, gör dörren bred
- 26. Jerusalem, häf upp din röst
- 27. En morgonstjärna, ljus och mild
- 28. Gå, Sion, din konung att möta
- 29. Högtlofvadt vare Jesu namn!
- 30. Dig vare pris och ära
- 31. Gläd dig, du Kristi brud
- 32. Var hälsad, sköna morgonstund
- 33. Nu segrar alla trognas hopp
- 34.
- 35. Till Betlehem mitt hjärta -
- 36. Se, natten flyr för dagens fröjd
- 37. O, kommen, I trogne
- 38. Upp, dyrköpta blodsförvanter.
- 39. Nu borde hela jorden
- 40. Stjärna, som lyste bland morgonens söner
- 41. Ett litet barn i mänskoskrud
- 42. Han är född, den underbare
- 43. Som mänskobarn vid modersbröst du låg
- 44. Hör, hur änglasången ljuder
- 45. Fröjdas hvart sinne
- 46. O värld, dig gläd, din Gud är här
- 47. I mörka skuggors land
- 48. O, hvad hjärtefröjd och ljus
- 49. Se, tusen år ha redan flytt
- 50. Som de vise män med hopp.
- 51. Hvem var dig lik, så glad, så lugn

#### Jesu namn
- 52 Se, Jesus är ett tröstrikt namn
- 53. Jesus! Jesus! O, det ordet
- 54. Så högt har Gud, oss till stor fröjd
- 55. Så älskade Gud världen all
- 56. Hvar finnes Jesu like?
- 57. En ros så skön, så ljuf för mig
- 58. Säg mig, om en vän du känner.
- 59. I himlens tempel, högt och stort
- 60. Du Libanons lilja, du Israels ros
- 61. Herre, här är godt att vara
- 62. Gudakärlek utan like
- 63. Är du i dag, o Jesus kär

#### Jesu lidande
- 64. O Guds lamm, som borttager världens synder
- 65. Guds rena lamm, oskyldig
- 66. Skåden, skåden nu här alle
- 67. Jesus, djupa såren dina
- 68. Jesus, du mitt lif, min hälsa
- 69. Du bar ditt kors, o Jesus mild
- 70. Svinga dig, min ande, opp
- 71. Det skedde för mig
- 72. Jesus på korset hänger i vånda
- 73. Min blodige konung på korsträdets stam
- 74. Vi tacka dig, o Jesus god
- 75. Se Guds rena lamm
- 76. Se, Jesus burit all vår synd och smärta!
- 77. Tack vare dig, o Jesus kär

#### Jesu uppståndelse
- 78. Upp, min tunga
- 79. Nu kommen är vår påskafröjd.
- 80. Du segern oss förkunnar
- 81. Uppstånden är Kristus!
- 82. Se, ur sin graf med fröjd står opp
- 83. Han är uppstånden, frälsaren
- 84. Kristus lefver — underbara ord
- 85. Gud ske lof! Han är uppstånden
- 86. Skåden, helgon, hvilket under
- 87. Lof och pris ske dig, o Jesus
- 88. Solen strålar skön och klar

#### Jesu himmelsfärd
- 89. Till härlighetens land igen
- 90. Jublen, I himlar
- 91. Se, upp i höjden far
- 92. De gyllne portar öppna stå

### 3.Guds andes verk
- 93. Kom, helge ande, till mig in
- 94. Helige ande, Sanningens ande
- 95. Helge ande, ljus af ljus
- 96. Kom, helge ande, nu som förr
- 97. Helge ande, du, som är
- 98. Kom, helge ande, du, som tände
- 99. O helge ande, sanner Gud
- 100. Nu är det pingst
- 101. Helge ande, Herre kär
- 102. O Herre, låt din andes vindar blåsa
- 103. Kom, helge ande, dufva ren

### 4.Guds ord
- 104. Se, Herrens ord är rent och klart
- 105. Hvad är den kraft, hvad är den makt
- 106. En dyr klenod, en klar och ren
- 107. Hvad finns, som stadigt blifver

### 5.Guds frälsande nåd

#### Inbjudning
- 108. Ingen herde kan så leta
- 109. Herren står vid hjärtats dörr
- 110. Hör, hur sabbatsklockan ljuder
- 111. Se, öppen står Guds fadersfamn!
- 112. Hör, syndare, ack, hör!
- 113. Hvart går du, hvart går du?
- 114. Dig Jesus kallar nu
- 115. Har du intet rum för Jesus
- 116. Öppet står Jesu förbarmande hjärta
- 117. Kära själ, som irrar fjärran
- 118. Hvem som helst Kan bli frälst
- 119. Ack, har du ej vilja att blifva min brud?
- 120. Ack, hur trofast han älskar dig
- 121. Jesus, full af kärlek, ropar
- 122. Frälsningens budskap så nådefullt ljuder
- 123. Än finns det rum
- 124. Hör, hur det klappar!
- 125. Kom; här är bröllopsfest
- 126. Skynda till Jesus
- 127. Se, himlaporten öppen står
- 128. En blick uti tron på det dyra Guds lamm
- 129. Kom hem, kom hem!
- 130. »Hvar och en, som hör»
- 131. O, säg, hvart skyndar denna hop
- 132. Se, nu är den ]jufliga tiden
- 133. Döden är dödad, segern är vunnen
- 134. Sorgsna hjärta, fatta tröst
- 135. Hör Jesu röst i dag
- 136. Kommen, alla I elända
- 137. Vid stängda hjärteporten
- 138. Se, en vän står vid din dörr
- 139. Du, som uti världen
- 140. Flyg som en fågel till bergen
- 141. Vi brutit upp från syndens land
- 142. Herren Gud har oss lofvat
- 143. Hör Jesu Kristi milda röst
- 144. Hör, o själ, du, som går I de syndares spår
- 145. Det gifs en tid för andra tider
- 146. Våga dig Dristelig
- 147. O syndare, dröj ej
- 148. Du barn utaf tiden
- 149. Vi skynda hem till paradis
- 150. Du arma barn, som irrar
- 151. Se, Herren bjuder evigt lif åt dig
- 152. Tiden varnar, går med fart
- 153. Ingen hinner fram till den eviga ron
- 154. Ack, hör, min själ
- 155. Hvar är ditt hjärtas skatt, min vän?
- 156. O, låt basunens ljud
- 157. Fly till Jesu öppna armar
- 158. Hör, du ängsliga, trötta själ
- 159. Se upp, se upp till Jesus
- 160. Se på Jesus just i dag

#### Omvändelse
- 161. Hvarthän skall jag dock fly
- 162. Hvart flyr jag för Gud
- 163. För dig min nöd jag klagar
- 164. Om jag ej hafver dig
- 165. Glöm ej mig, o Herre Jesus
- 166. Det finns ett ord, för mig så kärt
- 167. Jesus, du, som blodet har gjutit
- 168. Jag har hört om hur Herren Jesus
- 169. Till dig allena, Jesus Krist
- 170. Bekymrade barn, hvarför ängslas din själ?
- 171. Jag bär min synd till Jesus
- 172. Klippa, du, som brast för mig
- 173. Förlossning! Förlossning!
- 174. Ring i himlens klockor!
- 175. Den store läkaren är här
- 176. Jag behöfver dig, o Jesus
- 177. Visst eländig jag är
- 178. Till ditt kors, min frälsare
- 179. Ack, hvar kan jag hälsa få?
- 180. Emedan blodet räcker till
- 181. Jesus gläds att böja ned sitt öra
- 182. I Jesus finns frälsning för syndare alla
- 183. Du är vägen, du allena - 129
- 184. Hvar finner den jagade dufvan ett bo
- 185. Det står Guds son är död
- 186. Alla tvifvel bär till Jesus
- 187. Jag vet en källa underbar
- 188. Jag vet en källa, djup och klar

#### Trosvisshet
- 189. Det är saligt på Jesus få tro
- 190. Jag är ett fattigt nådehjon.
- 191. Kristus är min, hans blod för mig runnit
- 192. O du, som huldrikt sökte mig
- 193. O Jesus kär, min frälserman
- 194. Jesus är min vän den bäste
- 195. Jesus allt mitt goda är
- 196. Jesus är mitt lif och hälsa
- 197. Jag gaf mitt lif i döden
- 198. Har du smakat faderas nåd?
- 199. O Jesus, hur ljuft är ditt namn!
- 200. Än en gång, än en gång
- 201. Glad i mitt sinn', sjunga jag vill
- 202. O, jag vet ett ord, som klingar
- 203. Fröjdebud, fröjdebud
- 204. Jesus vill jag ägna sången
- 205. Jag sjunger nu om seger
- 206. Jag har en frälsare så god
- 207. Pris vare Gud i himlens höjd!
- 208. O sällhet stor, som Herren ger
- 209. Nu är jag nöjd och glader
- 210. Jag är så nöjd, jag är så glad
- 211. Det är så godt att älsa Gud
- 212. Nu är jag lycklig i alla skiften
- 213. Min Gud, när jag betänker
- 214. Så haf nu, själ, ett muntert sinne
- 215. Hur ljufligt klingar Jesu namn
- 216. Jag står på bruderätten min
- 217. Upp, min själ, att Herren prisa!
- 286. Framåt, hemåt, pilgrimsskara
- 218. Vak upp, min själ! Med fröjdeljud
- 219. Tacken konungarnas konung
- 220. Kom, broder, stäm din tunga
- 226. Jag hörde Jesu milda röst
- 231. Stor sak i annat allt
- 232. Jag nu den säkra grunden funnit
- 241. Alltid salig, om ej alltid glad
- 242. O Gud, blott din barmhärtighet
- 255. Nu är jag frälst, mitt val är gjordt
- 256. Farväl, farväl, mitt onda jag!
- 259. Jag nu den pärlan funnit har
- 264. Nu tack och lof för allt, o Gud

### 6.Det kristliga lifvet

#### Jesu efterföljelse
- 265. Jesus, vid din hand
- 272. O, att min lefnad kunde bli
- 279. I Jesu spår
- 284. Din Gud är när — var trygg
- 288. Älskande Jesus, lär mig att vörda

#### Strid och lidande
- 294. Jag har Gud, och jag har nog
- 295. Jesu kära brud
- 296. När dig sog och nöd förfära
- 297. Du otro, vik hädan!
- 300. Herre, skall på stormigt haf
- 309. O du, som suckar med ängsligt hjärta

#### Guds barns trygghet
- 317. O, fröjden er däraf
- 320. Du vandringsman uti främlingslandet
- 336. För mig till den höga klippa
- 343. Min Gud, min Gud, mitt hjärtas fröjd
- 347. O, hvad sällhet det är
- 357. Är Herren vid min sida
- 361. Gud sina barn med vishet leder
- 366. När omkring mig lifvets stormar
- 376. Halleluja, vår Gud är stor
- 379. O du sälla Guds barn

#### Änglavård
- 382. Gud låter sina trogna här

#### Bönesånger
- 387. Som fåglar små
- 400. Gud, jag släpper icke dig
- 402. Dröj, helge ande, o, dröj kvar
- 407. Jesus, du min herde god
- 408. Herre, när det kring mig skymmer
- 410. Jesus du min fröjd och fromma
- 414. Öfver bergen, bortom hafven
- 416. Så vill jag, innan det blir natt
- 417. O du de ångerfullas hulde vän

#### Lofsånger
- 422. Min själ berömmer Gud med fröjd
- 424. Brist ut, min själ, i lofsångs ljud
- 425. Sjung en liten sång!
- 426. Allt folk, som uppå jorden bor
- 427. O, kunde jag med himmelskt ljud
- 428. Hör, hur lofsångstoner skalla
- 429. Stå upp, du frälsta barnaskara!
- 430. Hur än min lefnad växla må
- 431. Stäm in med dem, som prisa Gud
- 432. Hvar dag jag vill lofsjunga dig
- 433. Milde Herre Jesus
- 434 Lofva vill jag Herran, herran
- 435.
- 436.
- 437.
- 438 Min själ, upp att lofsjunga Herren!
- 439. Sjungen, syskon, under vägen
- 440.
- 441.
- 442. Salig, salig den, som kände

#### Hemlandssånger
- 443. Allestädes Jesu minne
- 444. Eviga fröjder
- 445. I himmelen, i himmelen
- 449. En morgon utan synd jag vakna får
- 460. En liten tid, o ljufva hopp!
- 462. En liten tid, och striden snart skall sluta
- 465. Himlen är mitt hem, dit jag ilar glad
- 473. Till den staden med gator af guld
- 486. Hur strålar ej den skaran där!
- 487. Från den silfverklara vågen
- 501. I Kristi sår jag somnar in
- 504. I himlen är min vän
- 514. Jag vill sjunga en sång om det härliga land
- 520. O Jesus, jag är hjärtligt glad

### 7.Församling och församlingslif

#### Dop
- 529. Se, mild och ljuflig herden står
- 530. O Gud, som oss din fadersfamn

#### Herrens nattvard
- 535. O Herre Jesus, i dag vi samlats
- 539. Kommen, tagen, äten, dricken
- 540. Ännu en gång vi samlas här
- 545. »Tills han kommer!»

#### Herrens dag
- 547. O dag af ljus och hvila

#### Ordets predikan
- 550. O Jesus Krist, dig till oss vänd
- 552. Herre, se din lilla skara
- 559. Ack Herre Jesus, hör min röst
- 561. Här samlas vi omkring ditt ord
- 564. Ditt ord, o Herre, är min skatt
- 565. Kom, huldaste förbarmare
- 566.
- 567.
- 568.
- 572. Haf tack, o Gud, af hjärtans grund

#### Verksamhet för Herren
- 576. Stå upp, stå upp för Jesus
- 579. Stå upp, min själ, låt fruktan gå
- 584.
- 585. Hvi stån i där så tröge
- 586. Framåt, vapenbröder, Till det helga krig

#### Mission
- 594. Re'n bådar morgonstjärnan
- 597. Din spira, Jesus, sträckes ut
- 598. Från Lapplands fjäll och sjöar
- 599. Hvarje knä skall böjas

#### Församlingsgemenskap
- 609. Se, huru godt och ljufligt är

#### Församlingshus
- 611. Hvarhelst ditt folk församladt är

### 8.Vid särskilda tillfällen

#### Bröllop
- 619 Gud, välsigna dessa hjärtan
- 620 Hur skön är bröllopsstunden

#### Hälsa och sjukdom
- 621 Hälsans gåfva, dyra gåfva
- 622 När dödens natt min själ förskräcker
- 623 Hur snart försvinner vår lefnad här!

#### Begrafning
- 624 Salige de, som ifrån världens öden
- 625 Sof godt, vår vän!
- 626 Sof, sof i ro
- 627 Lägg det kära stoftet
- 628 Hör, huru anden prisar dem
- 629 Hvad är att dö?
- 630 Stilla, o stilla
- 631 Se, grafven öppnas, och vår vän

#### Morgon och afton
- 632 Hur ljuft att uti morgongry
- 633 Vak upp, min själ, gif ära
- 634 Vi tacka dig
- 635 Din klara sol går åter opp
- 636 Pris vare Gud, som låter
- 637 Upp, mitt hjärta, till att prisa
- 638 Låt din andes morgonstrimma
- 639 Förläna mig din andes nåd
- 640 När jag om morgonen uppstår
- 641 Tacken honom, som oss skänker
- 642 Kväll eller morgon, hvarje stund
- 643 O Herre, huru ljuft ändå
- 644 O Jesus kär, min själaskatt
- 645 Herre, gif i kväll vårt hjärta
- 646 Så går en dag än från vår tid
- 647 I Herrens hand jag lämnar mig
- 648 Blif hos mig kvar; se, kvällen sänker sig
- 649 Solen sjunker, dagen glider
- 650 Aftonsolen sjunker bakom bergen
- 651 Den ljusa dag framgången är
- 652 Hvad jag i dag har syndat
- 653 Nu är en dag framliden

#### Årstiderna
- 654 Vak upp, mitt hjärta, prisa Gud
- 655 Nu är det vår
- 656 Se, vintern är förliden
- 657 Din klara sol, o fader vår
- 658 Den blomstertid nu kommer
- 659 Se, kring haf och länder
- 660 Prisen Gud, vår bön är hörd
- 661 Djupt sjunker året i sin gång
- 662 Hur härligt vittna land och sjö

#### Årsskifte
- 664
- 665
- 666
- 667
- 668 Gif, o Jesus, fröjd och lycka!
- 669 I Jesu namn vi börja
- 670
- 671

### 9.Konung och fädernesland
- 672 Du, som all världens konung är
- 673 Höj din sång i toner klara
- 674. Gud, välsigna och beskydda

### 10.De yttersta tingen

#### Kristi tillkommelse
- 675. Herre Jesus, dina trogna
- 676. Hvilken härlig syn
- 677. »Jag kommer snart», har Jesus sagt
- 678
- 679. Klockan slår, tiden går
- 678. Gläd dig nu, du Herrens lilla barnaskara
- 679
- 680. När han kommer för att samla

#### Uppståndelse och dom
- 681. Yttersta dagen rätt fröjdefull blifver
- 682. »Vaken upp!» en stämma bjuder
- 683. O store Gud, hvad mäktig syn
- 684. Se, han kommer uti höjden
- 687. Nattens skuggor sakta vika

#### Det eviga lifvet
- 692. O, tänk, när bojan ligger krossad
- 694. Stora ting om dig förtäljas

### 11.Slutsånger
- 698. Pris och ära Vi hembära
- 699. Herre, signe du och råde
- 700. Amen sjunge hvarje tunga!
- 701. När jag i tron min Jesus ser
- 702. Hosianna, Davids son
- 703. Tackom och lofvom Herren!
- Vår Herre Jesu Kristi nåd